# Steven Savage
Stephen Savage – amerykański producent filmowy, scenarzysta.
Savage wyreżyserował w 2007 roku komedię romantyczną Cosmic Radio, w której wystąpili Michael Madsen i Irene Bedard. Film odniósł sukces na Międzynarodowym Festiwalu Filmowym w Palm Springs w 2008 roku.
Savage napisał i wyreżyserował w 2010 roku film Legacy z Wolfgangiem Bodisonem, znanym z filmu Ludzie Honoru oraz z Conorem O'Farrellem z serialu Pacyfik.
Savage napisał i wyreżyserował również The Hunter's Moon, z główną rolą graną przez Wesa Studiego; oraz Tide Of The Whispering Eye.
Savage jest założycielem i dyrektorem Międzynarodowego Festiwalu Filmowego Idyllwild, odbywającego się corocznie w Idyllwild-Pine Cove w Kalifornii (Stany Zjednoczone) od 2009 roku.